# بيلة وران
بيلة وران هي قرية في مقاطعة أصفهان، إيران. عدد سكان هذه القرية هو 1,377 في سنة 2006.